# Hypoestes unilateralis
Hypoestes unilateralis är en akantusväxtart som beskrevs av John Gilbert Baker. Hypoestes unilateralis ingår i släktet Hypoestes och familjen akantusväxter. Inga underarter finns listade i Catalogue of Life.